# محمود حسام الدین گیلانی
محمود حسام الدین گیلانی (زاده: ۱۳۵۷ کابل) سیاست‌مدار افغانستانی و نماینده مردم غزنی در دوره پانزدهم مجلس نمایندگان افغانستان است.

## زندگی‌نامه
محمود حسام الدین گیلانی متولد ۱۳۵۷ از کابل است. وی دارای مدرک تحصیلی ماستر/کارشناسی ارشد است.

## دیگر فعالیت‌ها
- فعالیت اجتماعی و فرهنگ[۱]